# Burglinde Pollak
Burglinde Pollak (Werder, 10 juni 1951) is een atleet uit Duitsland.
In 1970 was ze wereldrecordhouder op het onderdeel vijfkamp.
Op de Olympische Zomerspelen van München in 1972 behaalde Pollak een bronzen medaille op het onderdeel vijfkamp. In 1976 in Montreal wist ze die medaille te prolongeren. Ook in 1980 nam Pollak voor Oost-Duitsland deel aan de Olympische Zomerspelen in Moskou, maar nu kwam ze niet verder dan de zesde plaats.
Na de Duitse eenwording werden veel gegevens over dopinggebruik openbaar, en Pollak stond op de lijst van gedrogeerde atleten.
Pollak werd ook drie maal tweede op de Europese kampioenschappen, in 1971, 1974 en 1978.
- World Athletics: 14351461